# Christina Birch
Christina Birch is een Amerikaans Astronaut en voormalig weg- en baanwielrenster.
In 2019 won Birch op de Pan-Amerikaanse Spelen twee gouden medailles bij het baanwielrennen. De eerste met de Amerikaanse ploeg op de ploegenachtervolging en de tweede samen met Kimberly Geist op de koppelkoers.
Op 6 december 2021 werd ze samen met negen anderen aangenomen voor NASA’s Astronautengroep 23.

## Belangrijkste sport resultaten

### Baanwielrennen
| Jaar      | AK                                            | PK                   | WK        | Overig                                                                                        |           |
| Als elite | Als elite                                     | Als elite            | Als elite | Als elite                                                                                     | Als elite |
| --------- | --------------------------------------------- | -------------------- | --------- | --------------------------------------------------------------------------------------------- | --------- |
| 2016      | achtervolging                                 |                      |           |                                                                                               |           |
| 2017      | achtervolging · ploegenachtervolging · omnium |                      |           |                                                                                               |           |
| 2018      | koppelkoers · ploegenachtervolging · omnium   | ploegenachtervolging |           |                                                                                               |           |
| 2019      | omnium · koppelkoers · puntenkoers            | ploegenachtervolging |           | Pan-Amerikaanse Spelen: · ploegenachtervolging · koppelkoers · WB Minsk: ploegenachtervolging |           |